# Jürgen Spranger
Jürgen Walter Spranger (geb. 1. Januar 1931 in Greifswald; gest. 17. März 2025) war ein deutscher Pädiater, Hochschullehrer und Ärztlicher Direktor der Kinderklinik an der Universitätsmedizin Mainz. Er war Autor verschiedener Standardwerke und galt als einer der Vorreiter der Medizinischen Genetik in Deutschland mit besonderem Augenmerk auf Formen des Kleinwuchses.

## Leben
Spranger kam zum ersten Mal in der unmittelbaren Nachkriegszeit ab 1945 mit der Pädiatrie in Berührung, als sein Vater seine kinderärztliche Praxis in Baden-Baden wiedereröffnete.
Sein Medizinstudium absolvierte er an der Universität Tübingen, der Universität Heidelberg und der Universität Freiburg. Im Jahr 1956 schloss er sein Studium mit Auszeichnung ab.
Bis 1957 arbeitete Spranger daraufhin am Memorial Sloan-Kettering Cancer Center in New York. Es folgte seine Facharztausbildung von 1959 bis 1963 an der Kinderklinik des Universitätsklinikums Heidelberg. Er wechselte dann in die pädiatrische Abteilung am Universitätsklinikum in Kiel, wo er 1968 zum Oberarzt berufen wurde. Im Jahr 1965 war Spranger Forschungsstipendiat am Institut für Humangenetik in Münster, von 1968 bis 1969 zudem wissenschaftlicher Mitarbeiter der Kinderklinik der Bostoner Harvard University. In den Jahren 1970 und 1971 hatte er weiterhin eine Gastprofessur am University of Madison Children's Hospital in Wisconsin inne.
Spranger wechselte im Jahr 1974 von Kiel zur Universitätsmedizin Mainz, wo er bis 1998 als Ärztlicher Direktor der Kinderklinik fungierte. Ab 1975 war er Redaktionsleiter und Herausgeber der Peer-Review-Publikation European Journal of Pediatrics. Im Jahr 1988 mitbegründete Spranger die Deutsche Akademie für Kinder- und Jugendmedizin, den Dachverband der pädiatrischen Gesellschaften Deutschlands. Er fungierte als deren Sprecher von 1990 bis 1994, ab 1994 bis 1996 war er Generalsekretär der Akademie.
Im Jahr 1999 wurde Spranger das Bundesverdienstkreuz 1. Klasse verliehen.
Bis zuletzt engagierte sich Spranger als Professor emeritus an der Klinik für Allgemeine Kinder- und Jugendmedizin des Universitätsklinikums Freiburg in der Abteilung Pädiatrische Genetik.

## Rezeption
Spranger war Ehrenvorsitzender des Bundesverbands Kleinwüchsige Menschen und ihre Familien e. V. 1987 wurde er zum Mitglied der Deutschen Akademie der Naturforscher Leopoldina gewählt. Im Jahr 1998 folgte die Wahl zum Ehrenmitglied der Deutschen Gesellschaft für Kinder- und Jugendmedizin.
Verschiedene Kleinwuchs-Formen sind nach Spranger als Erstbeschreibenden benannt, so unter anderem das Koslowski-Maroteaux-Spranger-Syndrom, das Spranger-Wiedemann-Syndrom und eine Variante der Metaphysären Dysplasie.
Man müsse Spranger zusammen mit dem Kieler Pädiater Hans-Rudolf Wiedemann als „Protagonisten der pädiatrisch geprägten Klinischen Genetik in Deutschland bezeichnen“, so die Humangenetikerin Gabriele Gillessen-Kaesbach im Jahr 2005 in einer Laudatio an John Marius Opitz.

## Schriften
- mit Georg F. Hoffmann, Michael J. Lentze, Fred Zepp, Franz-Josef Schulte (Hrsg.): Pädiatrie: Grundlagen und Praxis, Springer, 2014, ISBN 978-3-642-41865-5
- mit Paula Brill, Andrea Superti-Furga, Sheila Unger, Gen Nishimura: Bone Dysplasias: An Atlas of Genetic Disorders of Skeletal Development, Oxford University Press, 4. Aufl. 2018, ISBN 978-0-19-062665-5
- mit Reinhard Schumacher, Laurie H. Seaver: Fetal Radiology: A Diagnostic Atlas, Springer, 2010, ISBN 978-3-642-03559-3